# Paraleucophenga
Paraleucophenga este un gen de muște din familia Drosophilidae.

Cladograma conform Catalogue of Life:
| Paraleucophenga | \| \| Paraleucophenga emeiensis \| \| \| \| \| \| Paraleucophenga invicta \| \| \| \| \| \| Paraleucophenga javana \| \| \| \| \| \| Paraleucophenga neojavanaii \| \| \| \| \| \| Paraleucophenga semiplumata \| \| \| \| \| \| Paraleucophenga shanyinensis \| \| \| \| \| \| Paraleucophenga shimai \| \| \| \| |
|                 | \| \| Paraleucophenga emeiensis \| \| \| \| \| \| Paraleucophenga invicta \| \| \| \| \| \| Paraleucophenga javana \| \| \| \| \| \| Paraleucophenga neojavanaii \| \| \| \| \| \| Paraleucophenga semiplumata \| \| \| \| \| \| Paraleucophenga shanyinensis \| \| \| \| \| \| Paraleucophenga shimai \| \| \| \| |
|                 | Paraleucophenga emeiensis |
|                 | |
|                 | Paraleucophenga invicta |
|                 | |
|                 | Paraleucophenga javana |
|                 | |
|                 | Paraleucophenga neojavanaii |
|                 | |
|                 | Paraleucophenga semiplumata |
|                 | |
|                 | Paraleucophenga shanyinensis |
|                 | |
|                 | Paraleucophenga shimai |
|                 | |